# Pfaffen (Gemeinde Rettenegg)
Pfaffen ist ein Ortsteil der Gemeinde Rettenegg im Bezirk Weiz in der Steiermark.
Die Streusiedlung Pfaffen befindet sich nördlich von Rettenegg an der Straße zum Pfaffensattel, der in das Mürztal führt. Vom Sattel kommend, fließt auch der Pfaffenbach auf Rettenegg zu und mündet dort in die Feistritz. Die Siedlung besteht aus einigen Einzellagen beiderseits der Straße.